# Pasilobus laevis
Pasilobus laevis là một loài nhện trong họ Araneidae.
Loài này thuộc chi Pasilobus. Pasilobus laevis được Roger de Lessert miêu tả năm 1930.